# Pseudaulacaspis loncerae
Pseudaulacaspis loncerae är en insektsart som beskrevs av Tang 1986. Pseudaulacaspis loncerae ingår i släktet Pseudaulacaspis och familjen pansarsköldlöss. Inga underarter finns listade i Catalogue of Life.